# Kooraste Linajärv
Kooraste Linajärv (est. Linajärv, Kooraste Linajärv (Kooraste Väikejärv)) – jezioro w Estonii, w prowincji Põlvamaa, w gminie Kanepi. Położone jest na wschód od wsi Kooraste. Ma powierzchnię 3,3 ha, linię brzegową o długości 673 m, długość 230 m i szerokość 160 m. Należy do pojezierza Kooraste (est. Kooraste järved). Sąsiaduje z jeziorami Kõvvõrjärv, Mudsina, Kurvitsa, Kooraste Suurjärv.